# حملات در استانبول (۲۰۰۳)
بمب‌گذاری‌های استانبول ۲۰۰۳ مجموعه‌ای از حملات انتحاری بودند که با کامیون‌های بمب‌گذاری شده در چهار مکان مختلف در استانبول، ترکیه، در ۱۵ و ۲۰ نوامبر ۲۰۰۳ انجام شدند. 

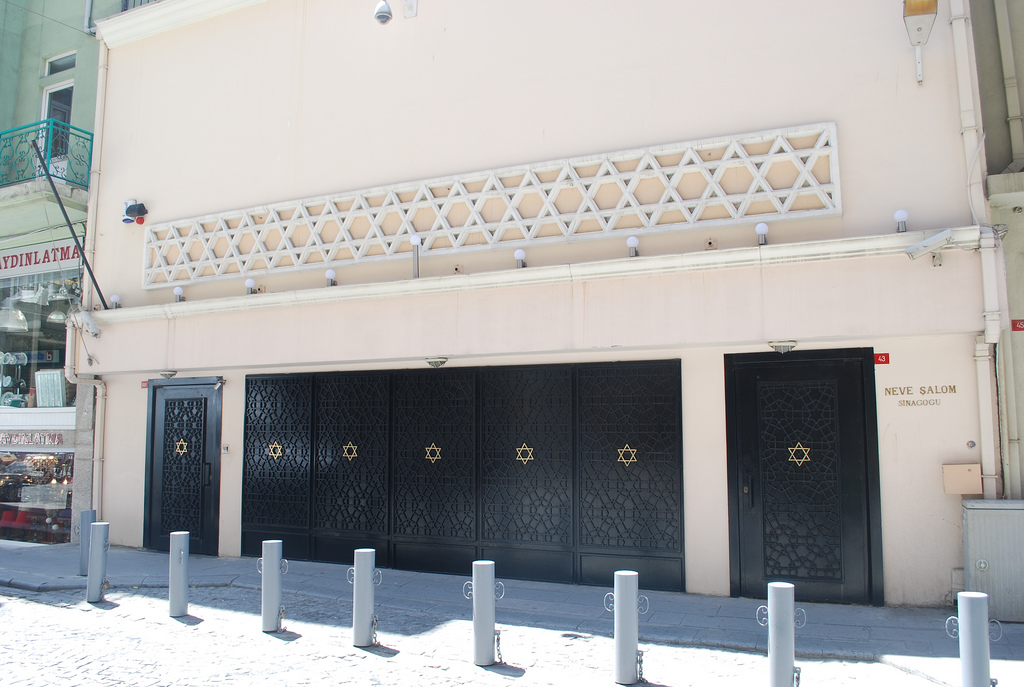
کنیسه «نیوه شالوم» در استانبول

در ۱۵ نوامبر، دو کامیون بمب‌گذاری شده منفجر شدند، یکی در مقابل کنیسه بت اسرائیل در شیشلی در حدود ساعت ۹:۳۰ صبح به وقت محلی (UTC+2.00) و دیگری در مقابل کنیسه نیوه شالوم در بی‌اوغلو در حدود ساعت ۹:۳۴ صبح. در نتیجه این بمب‌گذاری‌ها، ۲۸ نفر جان باختند، از جمله مهاجمان، و بیش از ۳۰۰ نفر زخمی شدند. پنج روز پس از اولین حملات، در ۲۰ نوامبر، دو حمله مختلف علیه مقر اصلی HSBC در بشیکتاش در حدود ساعت ۱۰:۵۵ صبح و علیه کنسولگری عمومی بریتانیا در حدود ساعت ۱۱:۰۰ صبح انجام شد، باز هم با استفاده از کامیون‌های بمب‌گذاری شده. در دور دوم حملات، ۳۱ نفر جان باختند و بیش از ۴۵۰ نفر زخمی شدند. در مجموع، ۵۹ نفر جان باختند، از جمله چهار بمب‌گذار انتحاری، و بیش از ۷۵۰ نفر در این بمب‌گذاری‌ها زخمی شدند.
تحقیقات انجام شده پس از حملات نشان داد که القاعده این بمب‌گذاری‌ها را سازماندهی کرده بود. پرونده جنایی که با ۶۹ متهم آغاز شد و با اضافه شدن‌ها، شامل ۷۶ متهم در فوریه ۲۰۰۴ بود، در آوریل ۲۰۰۷ با محکومیت ۴۹ متهم، که هفت نفر از آن‌ها به حبس ابد محکوم شدند، به دوره‌های مختلف حبس خاتمه یافت. برخی از افرادی که ادعا می‌شد از رده‌های بالای سازمان شبه‌نظامی بودند، پس از حملات به عراق فرار کردند و در آنجا جان باختند، در حالی که بخشی توسط نیروهای امنیتی دستگیر شدند. پس از تجدید محاکمه‌ای که به دلیل لغو برخی از احکام صادره در محاکمه اولیه توسط دیوان عالی کشور برگزار شد، ۱۶ متهم به زندان محکوم نشدند.

## اولین بمب‌گذاری‌ها و پیامدها
اولین حملات در ۱۵ نوامبر ۲۰۰۳ علیه دو کنیسه در استانبول، ترکیه انجام شد. حدود ساعت ۹:۳۰ صبح به وقت محلی (UTC+2.00)، یک کامیون بمب‌گذاری شده که در مقابل کنیسه «بت اسرائیل» در خیابان نکیه الگون در شیشلی پارک شده بود، منفجر شد. بسیاری از عبادت‌کنندگان که آن شبات (شنبه)، روزی که توسط یهودیان مقدس شمرده می‌شود، در کنیسه در حال دعا بودند و کسانی که در نزدیکی معبد بودند، جان خود را از دست دادند و منطقه اطراف کنیسه به شدت آسیب دید.
حدود چهار دقیقه پس از اولین انفجار، در حدود ساعت ۹:۳۴ صبح، حمله دوم با انفجار یک کامیون بمب‌گذاری شده دیگر که از کنار کنیسه «نیوه شالوم» در خیابان بویوک هندک در بی‌اوغلو عبور می‌کرد، رخ داد. دعاها در سه اتاق جداگانه کنیسه برگزار می‌شد و مراسم بار میتصوا یک کودک با حضور ۴۰۰ نفر در حال برگزاری بود. به دلیل تقویت دیوارهای کنیسه پس از حملات قبلی، دیوارهای داخلی سازه به شدت آسیب ندیدند، اما دیوار خارجی و مغازه‌ها و ساختمان‌های اطراف آسیب دیدند و عابران توسط انفجار کشته شدند. یک حفره به عرض تقریبی سه متر و عمق دو متر در محلی که بمب منفجر شد، ظاهر شد. تیم‌هایی از اداره آتش‌نشانی کلانشهر استانبول، اداره بهداشت، اداره نگهداری جاده‌ها و اداره گورستان‌ها؛ توزیع و تجارت گاز استانبول؛ و اداره آب و فاضلاب استانبول به صحنه هر دو حمله رسیدند.
تیم‌های جستجو و نجات بازماندگان را از زیر آوارهای ناشی از انفجارها بیرون کشیدند و به مؤسسات بهداشتی نزدیک فرستادند. یک تیم از «زکا» که از اسرائیل آمده بود و شامل هفت نفر که در جستجو و نجات و شناسایی تخصص داشتند، پس از انفجارها در کار شرکت کردند.
یک گروه شبه‌نظامی اسلامی به نام Great Eastern Islamic Raiders' Front (IBDA-C) مسئولیت انفجارها را بر عهده گرفت، اما بعداً مشخص شد که حملات توسط القاعده انجام شده است.

## بمب‌گذاری‌های دوم و پیامدها

پنج روز پس از حملات به کنیسه ها، در ۲۰ نوامبر، هنگامی که رئیس‌جمهور ایالات متحده جورج دبلیو بوش در بریتانیا با نخست‌وزیر تونی بلر دیدار می‌کرد، دو بمب کامیونی دیگر منفجر شدند. اولین حمله در حدود ساعت ۱۰:۵۵ صبح (UTC+2.00) با انفجار یک بمب، شامل ۷۰۰ کیلوگرم آمونیوم سولفات، آمونیوم نیترات و سوخت فشرده، در یک کامیون که در مقابل ساختمان بانک HSBC در خیابان بیوک‌دره در محله لونت بشیکتاش پارک شده بود، رخ داد. در داخل و اطراف ساختمان تلفات و جراحاتی وجود داشت و پس از انفجار، شش طبقه اول بالای زمین ساختمان غیرقابل استفاده شد و جلوی ساختمان به شدت آسیب دید. در داخل ساختمان، آسانسوری که در زمان بمب‌گذاری در حال حرکت بود، فرو ریخت. قطعات بدن از محل انفجار پرتاب شدند، برخی حتی تا ۴۰۰ متر دورتر در یک پمپ بنزین پیدا شدند.
حدود پنج دقیقه بعد، در حدود ساعت ۱۱:۰۰ صبح، یک کامیون بمب‌گذاری شده دیگر از امنیت عبور کرد و در مقابل کنسولگری بریتانیا در خیابان مشروطیت در منطقه بی‌اوغلو استانبول منفجر شد. بلافاصله پس از انفجار، تلفات و جراحاتی گزارش شد و دیوار بیرونی باغ جلوی کنسولگری بر روی خودروهای در حال عبور در خیابان فرو ریخت و آتش در خود باغ شعله‌ور شد. ساختمان‌های نزدیک به کنسولگری، از جمله ورودی بازار پاساژ چیچک، و خودروهای در خیابان نیز به شدت آسیب دیدند.
پس از حمله به ساختمان HSBC، پلیس منطقه را محاصره کرد و شروع به جمع‌آوری شواهد کرد. خطوط برق و گاز قطع شدند و خدمات مترو متوقف شد. مجروحان و سایر کارکنان از ورودی پشتی ساختمان تخلیه شدند. آتش‌نشانی، دفاع مدنی، مدیریت بهداشت استانی، پلیس و مقامات کنسولگری که به منطقه اعزام شده بودند، عملیات جستجو و نجات را آغاز کردند. پلیس همچنین منطقه اطراف کنسولگری را محاصره کرد. در عرض یک روز، وزیر کشور عبدالقدیر آکسو، استاندار استانبول معمر گولر و مدیر امنیت استانی استانبول جلال‌الدین جراح در تحقیقات شرکت کردند. اندکی پس از دو حمله، هشدار یک بمب‌گذاری اضافی در مرکز خرید گالریا در باقرکوی شروع به پخش شد؛ مراکز خرید آکمرکز، گالریا و کاروسل تخلیه شدند، اگرچه هشدارها بی‌اساس بودند.

## تلفات

### حملات اول
در بیانیه‌ای که در ۱۹ نوامبر صادر کرد، استاندار استانبول، معمر گولر، اعلام کرد که ۲۵ نفر کشته و حدود ۳۰۰ نفر زخمی شده‌اند. این تعداد در ۹ فوریه ۲۰۰۴ به ۲۸ نفر افزایش یافت، زمانی که جلال دیلسیز، بیماری که تقریباً سه ماه در بیمارستان تحت مراقبت بود، به دلیل جراحاتش جان باخت.
مراسم تشییع جنازه شش یهودی که در حملات کشته شدند—یوئل اولچر کوهن، برتا اوزدوغان، یونا رومانو، آنت روبینشتاین، آنا روبینشتاین و آورام وارول—در قبرستان یهودیان اشکنازی اولوس برگزار شد. این شش نفر در بخش جلویی مقبره‌ای که ۲۳ نفر کشته شده در حمله ۱۹۸۶ به کنیسه نوه شالوم دفن شده بودند، به خاک سپرده شدند.

### حملات دوم
در بیانیه‌ای که توسط مرکز عملیات نظم عمومی دفتر استاندار استانبول در روز حملات دوم صادر شد، گزارش شد که ۲۷ نفر کشته شده‌اند—۱۱ نفر در حمله جلوی ساختمان مرکزی HSBC و ۱۶ نفر در کنسولگری بریتانیا—و بیش از ۴۵۰ نفر در بمب‌گذاری‌ها زخمی شده‌اند. بر اساس بیانیه کتبی در ۲۴ نوامبر از سوی اداره بهداشت استان استانبول، ۴۳۲ نفر درمان و از بیمارستان مرخص شده‌اند و ۳۰ نفر که شش نفر از آنها در بخش مراقبت‌های ویژه بودند، همچنان تحت درمان هستند. در ۲۸ نوامبر، معاون مدیر امنیت استانبول، حلیل ییلماز، گزارش داد که ۲۸ نفر در حملات دوم کشته شده‌اند و به زودی این رقم را به ۳۰ نفر افزایش داد. دو ماه بعد، در ۱۳ ژانویه ۲۰۰۴، تعداد تلفات در دو حمله دوم به ۳۱ نفر افزایش یافت، زمانی که صفر گوندوغدو، پدر ۳۵ ساله سه فرزند، در حدود ساعت ۵:۰۰ بعد از ظهر در بیمارستان شیشلی اطفالی پس از انجام یک سری جراحی‌ها جان باخت.
بازیگر و خواننده ترک، کرم ییلمازر، در بمب‌گذاری HSBC کشته شد، زمانی که به ساختمان NTV (کانال تلویزیونی ترکیه) می‌رفت، جایی که به عنوان صداپیشه در برنامه "Life Style" در کانال تلویزیونی کار می‌کرد. همسر ییلمازر، بازیگر گوکسل کورتای، در یک برنامه زنده در TV8 بود، زمانی که خبر بمب‌گذاری‌ها منتشر شد.
راجر شورت، کنسول کل ۵۸ ساله بریتانیا و دیپلمات حرفه‌ای نیز در این حمله جان باخت.

## مسئولیت
در ابتدا، یک گروه اسلامی تندرو ترکیه‌ای به نام «جبهه اسلامی رزمندگان بزرگ شرقی» مسئولیت را بر عهده گرفت.
ترکیه ۷۴ نفر را به اتهام دخالت در بمب‌گذاری‌ها متهم کرد، از جمله سوری‌ها لوای السقا و حمید عبسی، و یک ترک، هارون ایلخان. ایلخان اعتراف کرد که او و دو رهبر مظنون دیگر — حبیب آکداش و گورجان باک — مسئول بودند؛ ایلخان خود را «یک جنگجوی القاعده» معرفی کرد. آکداش به عراق فرار کرد، جایی که گزارش شده بود در یک آدم‌ربایی دست داشت و بعداً توسط نیروهای ائتلاف در فلوجه کشته شد. مکان باک همچنان نامشخص است. گزارش‌های دیگر نشان می‌دهد که باک مظنون به آماده‌سازی بمب‌ها با فوزی ییتیز بود و آکداش و ابراهیم کوش در سال ۲۰۰۲ در جلسه‌ای با بن لادن شرکت کردند.
السقا قبلاً در غیاب در اردن به دلیل نقش خود، همراه با رهبر القاعده در عراق، ابومصعب الزرقاوی، در حمله ناموفق گاز سمی در سال ۲۰۰۲ محاکمه شده بود. در ۱۶ فوریه ۲۰۰۷، السقا و ایلخان محکوم و به ۶۷ حبس ابد متوالی محکوم شدند، یکی برای هر قربانی بمب‌گذاری به علاوه مجازات‌های اضافی برای تروریسم و توطئه، همانطور که پنج مرد ترک دیگر که به سازماندهی بمب‌گذاری محکوم شدند: فوزی ییتیز (برای کمک به ساخت بمب‌های کامیونی) و یوسف پولات، باکی ییت، عثمان اکن و عدنان ارسوز.
سید ارتول به ۱۸ سال زندان به دلیل رهبری یک سلول القاعده محکوم شد و عبسی به ۱۲ سال و ۶ ماه به دلیل عضویت در القاعده، جعل و ساخت بمب محکوم شد. از دیگر افرادی که متهم شدند، ۲۹ نفر به ۶ سال و ۳ ماه به دلیل کمک و حمایت از القاعده، ۱۰ نفر به ۳ سال و ۹ ماه به دلیل عضویت در القاعده محکوم شدند و ۲۶ نفر تبرئه شدند. یک مقام اطلاعاتی ترکیه که بخشی از تحقیقات بود گفت: «آنها حمله را به طور مستقل پس از دریافت تأیید از بن لادن برنامه‌ریزی و اجرا کردند».
با این حال، در سال ۲۰۱۰، محققان ترکیه سه نفر از بالاترین رهبران نظامی در زمان بمب‌گذاری را به برنامه‌ریزی حملات با هدف بی‌ثبات کردن دولت و تحریک به کودتای نظامی متهم کردند. ژنرال چتین دوغان، رئیس ارتش اول و سپس معاون رئیس ستاد نظامی، ژنرال ابراهیم فیرتینا، رئیس سابق نیروی هوایی، و فرمانده سابق نیروی دریایی دریادار اوزدان اورنک، همراه با ۳۵ نفر دیگر از پرسنل سابق نظامی دستگیر و در مورد نقش آنها در Operation Sledgehammer، که گفته می‌شود بمب‌گذاری‌ها بخشی از آن بود، مورد بازجویی قرار گرفتند.

## همچنین ببینید
- حمله انتحاری
- بمب‌گذاری ۲۰۲۲ استانبول
- قتل عام کنیسه «نیوه شالوم»
- فهرست حمله‌های تروریستی اسلام‌گرایان